# Discografia dei Deftones
La discografia dei Deftones, gruppo musicale alternative metal statunitense, è costituita da nove album in studio, uno dal vivo, due raccolte, tre EP e oltre venti singoli, pubblicati tra il 1995 e il 2025.
Ad essi vanno inoltre conteggiati un album video e oltre trenta video musicali.

## Album

### Album in studio
| Anno                                                                          | Titolo | Classifiche | Classifiche | Classifiche | Classifiche | Classifiche | Classifiche | Classifiche | Classifiche | Classifiche | Classifiche | Classifiche | Classifiche | Classifiche | Classifiche | Certificazioni                                         |
| Anno                                                                          | Titolo | USA         | AUS         | AUT         | CAN         | FIN         | FRA         | IRL         | ITA         | NLD         | NOR         | NZL         | SWE         | SWI         | UK          | Certificazioni                                         |
| ----------------------------------------------------------------------------- | --- | ----------- | ----------- | ----------- | ----------- | ----------- | ----------- | ----------- | ----------- | ----------- | ----------- | ----------- | ----------- | ----------- | ----------- | ------------------------------------------------------ |
| 1995                                                                          | Adrenaline - Pubblicato: 1º ottobre 1995 - Etichetta: Maverick, Warner Bros. - Formati: CD, LP, download digitale    | —           | —           | —           | —           | —           | —           | —           | —           | —           | —           | —           | —           | —           | —           | - UK: Argento - USA: Platino                           |
| 1997                                                                          | Around the Fur - Pubblicato 28 ottobre 1997 - Etichetta: Maverick, Warner Bros. - Formati: CD, LP, download digitale | 29          | —           | —           | —           | 32          | 41          | —           | —           | 99          | —           | —           | —           | —           | 56          | - AUS: Oro - UK: Argento - USA: Platino                |
| 2000                                                                          | White Pony - Pubblicato: 20 giugno 2000 - Etichetta: Maverick - Formati: CD, LP, download digitale                   | 3           | 2           | 39          | 8           | 13          | 6           | 21          | 29          | 27          | 19          | 14          | 35          | 68          | 13          | - AUS: Oro - CAN: Oro - UK: Platino - USA: Platino (2) |
| 2003                                                                          | Deftones - Pubblicato: 20 maggio 2003 - Etichetta: Maverick - Formati: CD, LP, download digitale                     | 2           | 4           | 20          | 1           | 9           | 14          | 14          | 17          | 22          | 18          | 2           | 23          | 19          | 7           | - CAN: Oro - UK: Argento - USA: Oro                    |
| 2006                                                                          | Saturday Night Wrist - Pubblicato: 31 ottobre 2006 - Etichetta: Maverick - Formati: CD, LP, download digitale        | 10          | 26          | 18          | —           | 33          | 33          | 50          | 48          | 63          | 32          | 8           | 35          | 31          | 33          | - UK: Argento - USA: Oro                               |
| 2010                                                                          | Diamond Eyes - Pubblicato: 4 maggio 2010 - Etichetta: Reprise - Formati: CD, LP, download digitale                   | 6           | 22          | 13          | 10          | 32          | 23          | 45          | 50          | 55          | 17          | 8           | 25          | 11          | 26          | - UK: Argento - USA: Oro                               |
| 2012                                                                          | Koi no yokan - Pubblicato: 13 novembre 2012 - Etichetta: Reprise - Formati: CD, LP, download digitale                | 11          | 16          | 25          | 13          | 35          | 30          | 49          | 60          | 28          | 34          | 8           | —           | 22          | 30          | - UK: Argento                                          |
| 2016                                                                          | Gore - Pubblicato: 8 aprile 2016 - Etichetta: Reprise - Formati: CD, 2 LP, download digitale                         | 2           | 1           | 7           | 4           | 12          | 19          | 17          | 21          | 15          | 32          | 1           | 39          | 10          | 5           |                                                        |
| 2020                                                                          | Ohms - Pubblicato: 25 settembre 2020 - Etichetta: Reprise - Formati: CD, MC, LP, download digitale                   | 5           | 3           | 11          | 13          | 10          | 23          | 19          | 39          | 20          | —           | 4           | —           | 5           | 5           |                                                        |
| "—" indica una pubblicazione non classificata o non pubblicata in quel Paese. | |             |             |             |             |             |             |             |             |             |             |             |             |             |             |                                                        |

### Album dal vivo
| Anno | Titolo |
| ---- | --- |
| 2019 | Live at Dynamo Open Air 1998 - Pubblicato: 24 maggio 2019 - Etichetta: Dynamo Concerts, F.R.E.T. Music - Formati: CD |

### Raccolte
| Anno                                                                          | Titolo | Classifiche | Classifiche | Classifiche | Classifiche | Classifiche | Classifiche | Classifiche | Certificazioni |
| Anno                                                                          | Titolo | USA         | AUS         | AUT         | CAN         | FRA         | SWI         | UK          | Certificazioni |
| ----------------------------------------------------------------------------- | --- | ----------- | ----------- | ----------- | ----------- | ----------- | ----------- | ----------- | -------------- |
| 2005                                                                          | B-Sides & Rarities - Pubblicato: 4 ottobre 2005 - Etichetta: Maverick - Formati: CD+DVD, 2 LP, download digitale     | 43          | 30          | 54          | 81          | 59          | 93          | 100         | - UK: Argento  |
| 2011                                                                          | The Vinyl Collection - Pubblicato: 25 ottobre 2011 - Etichetta: Reprise - Formati: 8 LP                              | —           | —           | —           | —           | —           | —           | —           |                |
| 2016                                                                          | The Studio Album Collection - Pubblicato: 7 aprile 2016 - Etichetta: Reprise - Formati: Download digitale, streaming | —           | —           | —           | —           | —           | —           | —           |                |
| "—" indica una pubblicazione non classificata o non pubblicata in quel Paese. | |             |             |             |             |             |             |             |                |

### Tributi
| Anno | Titolo                                                                                    |
| ---- | ----------------------------------------------------------------------------------------- |
| 2011 | Covers - Pubblicato: 16 aprile 2011 - Etichetta: Reprise - Formati: LP, download digitale |

## Extended play
| Anno | Titolo |
| ---- | --- |
| 1998 | Live - Pubblicato: 10 aprile 1998 - Etichetta: Maverick, Warner Bros. - Formati: CD                          |
| 2001 | Back to School (Mini Maggit) - Pubblicato: 21 marzo 2001 - Etichetta: Maverick, Warner Bros. - Formati: CD   |
| 2013 | Live: Volume I - Selections from Adrenaline - Pubblicato: 20 aprile 2013 - Etichetta: Reprise - Formati: 12" |

## Demo
| Anno | Titolo                                                                    |
| ---- | ------------------------------------------------------------------------- |
| 1991 | Answers/Hogburg Hop - Pubblicato: 1991 - Etichetta: autoproduzione        |
| 1992 | Linus/Christmas/Guest - Pubblicato: 1992 - Etichetta: autoproduzione      |
| 1992 | Limited Edition Tape - Pubblicato: 1992 - Etichetta: autoproduzione       |
| 1993 | Engine Number Nine/7 Words - Pubblicato: 1993 - Etichetta: autoproduzione |

## Singoli
| 1998 | My Own Summer (Shove It)       | —   | —  | —  | ×  | —  | 29 | - UK: Argento - USA: Platino (2) | Around the Fur       |
| 1998 | Be Quiet and Drive (Far Away)  | —   | —  | 29 | ×  | —  | 50 | - UK: Argento - USA: Platino (2) | Around the Fur       |
| 2000 | Change (In the House of Flies) | 105 | 3  | 9  | ×  | —  | 53 | - UK: Argento - USA: Platino (4) | White Pony           |
| 2001 | Back to School (Mini Maggit)   | —   | 27 | 35 | ×  | —  | 35 |                                  | White Pony           |
| 2003 | Minerva                        | 120 | 9  | 16 | ×  | 50 | 15 | - USA: Oro                       | Deftones             |
| 2003 | Hexagram                       | —   | —  | —  | ×  | —  | 68 |                                  | Deftones             |
| 2006 | Hole in the Earth              | —   | 18 | 19 | ×  | —  | 69 | - USA: Oro                       | Saturday Night Wrist |
| 2007 | Mein                           | —   | —  | 40 | ×  | —  | —  |                                  | Saturday Night Wrist |
| 2010 | Rocket Skates                  | —   | —  | —  | —  | —  | —  |                                  | Diamond Eyes         |
| 2010 | Diamond Eyes                   | —   | 16 | 10 | 14 | —  | —  | - USA: Oro                       | Diamond Eyes         |
| 2010 | Sextape                        | —   | —  | —  | —  | —  | —  | - UK: Argento - USA: Platino     | Diamond Eyes         |
| 2010 | You've Seen the Butcher        | —   | —  | 17 | 34 | —  | —  |                                  | Diamond Eyes         |
| 2012 | Leathers                       | —   | —  | —  | —  | —  | —  |                                  | Koi no yokan         |
| 2012 | Tempest                        | —   | 20 | 3  | 44 | —  | —  |                                  | Koi no yokan         |
| 2013 | Swerve City                    | —   | —  | 6  | —  | —  | —  |                                  | Koi no yokan         |
| 2013 | Romantic Dreams                | —   | —  | 11 | —  | —  | —  |                                  | Koi no yokan         |
| 2016 | Prayers/Triangles              | —   | 36 | 8  | 39 | —  | —  |                                  | Gore                 |
| 2016 | Doomed User                    | —   | —  | —  | —  | —  | —  |                                  | Gore                 |
| 2016 | Hearts/Wires                   | —   | —  | —  | —  | —  | —  |                                  | Gore                 |
| 2016 | Phantom Bride                  | —   | —  | 8  | —  | —  | —  |                                  | Gore                 |
| 2020 | Ohms                           | —   | 40 | 3  | 31 | —  | —  |                                  | Ohms                 |
| 2020 | Genesis                        | —   | —  | —  | 38 | —  | —  |                                  | Ohms                 |
| 2021 | Ceremony                       | —   | —  | 9  | —  | —  | —  |                                  | Ohms                 |
| 2025 | My Mind Is a Mountain          | 102 | 29 | 10 | 11 | —  | 89 |                                  | Private Music        |
| 2025 | Milk of the Madonna            | —   | —  | —  | —  | —  | —  |                                  | Private Music        |
| "—" indica una pubblicazione non classificata o non pubblicata in quel Paese. "×" indica una classifica non ancora esistente |                                |     |    |    |    |    |    |                                  |                      |

## Altri brani entrati in classifica
| Anno | Titolo                   | Classifiche | Classifiche | Classifiche | Certificazioni | Album di provenienza |
| Anno | Titolo                   | USA Alt.    | USA Hard    | USA Main.   | Certificazioni | Album di provenienza |
| ---- | ------------------------ | ----------- | ----------- | ----------- | -------------- | -------------------- |
| 2001 | Digital Bath             | 16          | —           | 38          | - USA: Oro     | White Pony           |
| 2020 | Urantia                  | —           | 10          | —           |                | Ohms                 |
| 2020 | Error                    | —           | 11          | —           |                | Ohms                 |
| 2020 | The Spell of Mathematics | —           | 16          | —           |                | Ohms                 |
| 2020 | Pompeji                  | —           | 18          | —           |                | Ohms                 |
| 2020 | This Link Is Dead        | —           | 20          | —           |                | Ohms                 |
| 2020 | Radiant City             | —           | 21          | —           |                | Ohms                 |
| 2020 | Headless                 | —           | 22          | —           |                | Ohms                 |

## Videografia

### Album video
| Anno | Titolo                                                                       |
| ---- | ---------------------------------------------------------------------------- |
| 2002 | Live in Hawaii - Pubblicato: 27 agosto 2002 - Etichetta: Image Entertainment |

### Video musicali
| Anno | Titolo                                         | Regista/i                  |
| ---- | ---------------------------------------------- | -------------------------- |
| 1995 | 7 Words                                        | Chris Burns                |
| 1996 | Bored                                          | Nick Egan                  |
| 1997 | My Own Summer (Shove It)                       | Dean Karr                  |
| 1998 | Be Quiet and Drive (Far Away)                  | Purge                      |
| 2000 | Street Carp                                    | James Sutton               |
| 2000 | Change (In the House of Flies)                 | Liz Friedlander            |
| 2000 | Back to School (Mini Maggit)                   | Paul Hunter                |
| 2001 | Digital Bath                                   | Andrew Bennet              |
| 2003 | Minerva                                        | Paul Fedor                 |
| 2003 | Hexagram                                       | Darren Doane               |
| 2003 | Bloody Cape                                    | James Minchin III          |
| 2005 | Root                                           | Nick Lambrou               |
| 2005 | Engine No. 9                                   | Nick Lambrou               |
| 2006 | Hole in the Earth                              | Brian Lazzaro              |
| 2007 | Mein                                           | Bernard Gourley            |
| 2010 | Rocket Skates                                  | 13thWitness, Kenzo Digital |
| 2010 | Diamond Eyes                                   | Roboshobo                  |
| 2010 | Sextape                                        | ZFCL                       |
| 2010 | You've Seen the Butcher                        | Zodeb                      |
| 2011 | Beauty School                                  | 13thWitness                |
| 2013 | Swerve City                                    | Gus Black                  |
| 2013 | Swerve City (versione alternativa)             | Ryan Mackfall              |
| 2013 | Romantic Dreams                                | Brett Novak                |
| 2016 | Prayers/Triangles                              | Charles Bergquist          |
| 2020 | Ohms                                           | Rafatoon                   |
| 2020 | Genesis                                        | Sebastian Kökow            |
| 2020 | Knife Prty (Purity Ring Remix)                 | Aaron Hymes                |
| 2020 | Passenger (Mike Shinoda Remix)                 | Aaron Hymes                |
| 2020 | Teenager (Robert Smith Remix)                  | Aaron Hymes                |
| 2020 | Change (In the House of Flies) (Tourist Remix) | Liz Friedlander e Yhellow  |
| 2021 | Ceremony                                       | Leigh Whannell             |
| 2025 | My Mind Is a Mountain                          |                            |